# Paralaudakia stoliczkana
Espèce
Synonymes
- Stellio stoliczkanus Blanford, 1875
- Laudakia stoliczkana (Blanford, 1875)
- Agama tarimensis Zugmayer, 1909
- Agama stoliczkana altaica Peters, 1971
- Laudakia stoliczkana altaica (Peters, 1971)

Paralaudakia stoliczkana est une espèce de sauriens de la famille des Agamidae.

## Répartition
Cette espèce se rencontre en Mongolie et au Gansu et au Xinjiang en République populaire de Chine.

## Liste des sous-espèces
Selon The Reptile Database (3 mai 2012) :
- Paralaudakia stoliczkana altaica (Peters, 1971)
- Paralaudakia stoliczkana stoliczkana (Blanford, 1875)

## Étymologie
Cette espèce est nommée en l'honneur de Ferdinand Stoliczka. La sous-espèce Paralaudakia stoliczkana altaica est nommée en référence au lieu de sa découverte, les monts Altaï.

## Publications originales
- Blanford, 1875 : List of Reptilia and Amphibia collected by the late Dr. Stoliczka in Kashmir, Ladák, eastern Turkestán, and Wakhán, with descriptions of new species. The journal of the Asiatic Society of Bengal, vol. 44, part. 2, no 3, p. 191-196 (texte intégral).
- Peters, 1971 : Die Wirtelschwänze Zentralasiens (Agamidae: Agama). Mitteilungen aus dem Museum für Naturkunde in Berlin, sér. 2, vol. 47, no 2, p. 357-381.